# Kocksgränd
| Vy mot Regeringsgatan (vänster och Västra Trädgårdsgatan (höger). |  | Vy mot Regeringsgatan (vänster och Västra Trädgårdsgatan (höger). |
| Vy mot Regeringsgatan (vänster och Västra Trädgårdsgatan (höger). |  |                                                                   |

Kocksgränd är en gränd på Norrmalm i centrala Stockholm som går i västlig riktning mellan Västra Trädgårdsgatan och Regeringsgatan. 

## Historik

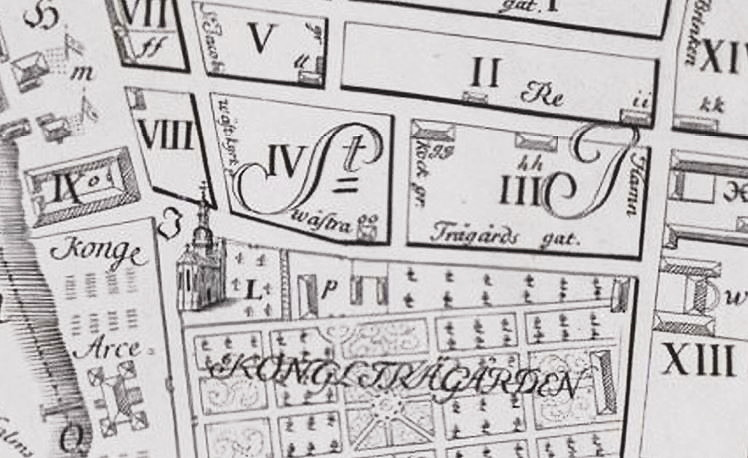
Kocksgränd på Petrus Tillaeus karta, 1733. Norr är till höger.

Gränden finns med på en karta från 1656, fast då utan namn och 1696 omtalas gårkockz gränden widh S:t Jacob. På Petrus Tillaeus karta från 1733 är gränden namngiven med samma namn som idag (Kock gr.). Ursprunget till namnet är okänt. Flera personer med efternamnet Kock eller Koch ägde tomter i närheten under 1600-talets andra hälft, dock inte i kvarteren Spektern eller S:t Jacob som ligger på var sin sida om Kocksgränd. Enligt Stockholms gatunamn innehåller namnformen gårkockz gränden ordet "gårkock", som i äldre tider var en kock som lagade mat för avhämtning i ett enklare kök (dagens gatukök). Enligt en teori kan gatan fått sitt namn efter kocken Nils Olofsson Berg, vars änka omkring år 1668 hade en tomt här. Möjligtvis hade denne Berg ett gårkök.